# Селятинська сільська рада
Селя́тинська сільська́ ра́да — адміністративно-територіальна одиниця та орган місцевого самоврядування в Путильському районі Чернівецької області. Адміністративний центр — село Селятин .

## Загальні відомості
- Населення ради: 2 324 особи (станом на 2001 рік)

## Населені пункти
Сільській раді підпорядковані населені пункти:
- с. Селятин
- с. Галицівка
- с. Руська

## Склад ради
Рада складається з 16 депутатів та голови.
- Голова ради: Собкович Веронія Миколаївна
- Секретар ради: Пуківська Павліна Олександрівна

### Керівний склад попередніх скликань
| Прізвище, ім'я, по батькові | Основні відомості                                                               | Дата обрання | Дата звільнення |
| --------------------------- | ------------------------------------------------------------------------------- | ------------ | --------------- |
| Яворська Євдокія Григорівна | Сільський голова, 1954 року народження, позапартійна                            | 26.03.2006   | 29.12.2009      |
| Собкович Веронія Миколаївна | Сільський голова, 1959 року народження, освіта середня спеціальна, позапартійна | 31.10.2010   |                 |

Примітка: таблиця складена за даними сайту Верховної Ради України

### Депутати
За результатами місцевих виборів 2010 року депутатами ради стали:

#### За суб'єктами висування
| Суб'єкт висування      | Кількість обраних депутатів | %    |
| ---------------------- | --------------------------- | ---- |
| Самовисування          | 8                           | 50   |
| Партія регіонів        | 6                           | 37,5 |
| Аграрна партія України | 1                           | 6,3  |
| Народна партія         | 1                           | 6,3  |

#### За округами
| № округу               | Прізвище, ім'я, по батькові     | Дата визнання обраним | Освіта  | Партійна приналежність       | Відомості про обраного депутата                                                        |
| ---------------------- | ------------------------------- | --------------------- | ------- | ---------------------------- | -------------------------------------------------------------------------------------- |
| Аграрна партія України |                                 |                       |         |                              |                                                                                        |
| 1                      | Слусаряк Марія Кузьмівна        | 01.11.2010            | вища    | член Аграрної партії України | Селятинська вет. дільниця, ветеринар                                                   |
| Народна Партія         |                                 |                       |         |                              |                                                                                        |
| 7                      | Пуківська Павліна Олександрівна | 01.11.2010            | вища    | позапартійна                 | Ялівецьке лісництво, бухгалтер                                                         |
| Партія регіонів        |                                 |                       |         |                              |                                                                                        |
| 2                      | Заєць Юрій Васильович           | 01.11.2010            | середня | член Партії регіонів         | Селятинське лісництво, лісник                                                          |
| 4                      | Пінчук Юрій Леонідович          | 01.11.2010            | вища    | член Партії регіонів         | Селятинська загальноосвітня школа, вчитель                                             |
| 6                      | Маренчук Дмитро Миколайович     | 01.11.2010            | вища    | член Партії регіонів         | Селятинське лісництво, лісник                                                          |
| 9                      | Юрнюк Іван Іванович             | 01.11.2010            | вища    | член Партії регіонів         | Селятинське лісництво, лісничий                                                        |
| 10                     | Горбан Василь Олексійович       | 01.11.2010            | вища    | член Партії регіонів         | Селятинське лісництво, майстер лісу                                                    |
| 15                     | Хащук Юрій Олексійович          | 01.11.2010            | середня | член Партії регіонів         | Селятинське лісництво, лісник                                                          |
| Самовисування          |                                 |                       |         |                              |                                                                                        |
| 3                      | Данилюк Іван Петрович           | 01.11.2010            | середня | позапартійний                | в/ч 2195, кочегар                                                                      |
| 5                      | Жмурик Діана Леонідівна         | 01.11.2010            | вища    | позапартійна                 | Селятинська ЦБС, бібліотекар                                                           |
| 8                      | Іванюк Лідія Дмитрівна          | 01.11.2010            | вища    | позапартійна                 | Селятинська сільська рада, бухгалтер                                                   |
| 11                     | Ребенчук Ярослав Дмитрович      | 01.11.2010            | середня | позапартійний                | Путильський лісгосп, охоронець                                                         |
| 12                     | Колісник Анатолій Леонідович    | 01.11.2010            | вища    | позапартійний                | Селятинська загальноосвітня школа, вчитель                                             |
| 13                     | Ковалюк Андрій Кузьмович        | 01.11.2010            | середня | позапартійний                | Селятинська амбулаторія загальної практики — сімейної медицини, водій швидкої допомоги |
| 14                     | Яворська Євдокія Григорівна     | 01.11.2010            | вища    | позапартійна                 | пенсіонер                                                                              |
| 16                     | Максим'юк Михайло Михайлович    | 01.11.2010            | вища    | позапартійний                | пенсіонер                                                                              |